# خيرمان ريال
خيرمان ريال (بالإسبانية: Germán Real) (17 أبريل 1976 بروساريو في الأرجنتين - ) هو لاعب كرة قدم أرجنتيني في مركز الهجوم. لعب مع انيستتوتو وبانفيلد وسوسيداد ديبورتيفو كيتو وكولو-كولو ونيولز أولد بويز ويونيكوس ويونيون دي سانتا في وتاليريس كوردوبا وIndependiente Rivadavia ‏ وسنترال قرطبة دي روساريو ‏ وUnión de Sunchales ‏ وسنترال نورتيه ‏ وClub Social y Deportivo La Emilia ‏ ونادي بلومينغ.

## وصلات خارجية
- خيرمان ريال على موقع قاعدة بيانات كرة القدم.إي يو (الإنجليزية)
- خيرمان ريال على موقع Soccerway.com (الإنجليزية)